# 伯克利 (科羅拉多州)
伯克利（英語：Berkley）是位於美國科羅拉多州亞當斯縣的一個人口普查指定地區。

## 地理
伯克利的座標為39°48′14″N 105°01′36″W / 39.80389°N 105.02667°W，而該地最高點為海拔高度1589米（即5213英尺）。

## 人口
根據2010年美國人口普查的數據，伯克利的面積為10.9平方千米，當中陸地面積為10.5平方千米，而水域面積為0.4平方千米。當地共有人口11207人，而人口密度為每平方千米1,028人。